# Kiétogo
Kiétogo est une commune rurale située dans le département de Bokin de la province du Passoré dans la région Nord au Burkina Faso.

## Santé et éducation
Le centre de soins le plus proche de Kiétogo est le centre de santé et de promotion sociale (CSPS) de Séguédin tandis que le centre médical avec antenne chirurgicale (CMA) de la province se trouve à Yako.